# 奧夫 (土耳其)
奧夫是土耳其的城鎮，由特拉布宗省負責管轄，位於該國東北部，距離敍爾梅內14公里，面積330平方公里，海拔高度10米，主要經濟活動是農業，2009年人口43,293。

## 外部連結
- 官方网站 （土耳其文）